# Isidor Seiss
Isidor Seiss   (Dresden, 23 de desembre de 1840 - Colònia, 25 de setembre de 1905) va ser un compositor, director d'orquestra, pianista, pedagog de piano i filantrop. El seu cognom també apareix com a Seiß, i el seu primer nom també apareix com a Isidore.
Fou deixeble de Friedrich Wieck (pare de Clara Schumann) i de Otto, en la seva vila natal, i després de Hauptmann a Leipzig. Als vint anys es donà conèixer com a pianista i compositor, aconseguint tant d'èxit que Hiller el contractà com a professor del Conservatori de Colònia, càrrec en el qual hi va romandre fins a la seva mort.
A banda de nombroses transcripcions d'autors clàssics, notables per la seva fidelitat, i bon gust va compondre diverses obres didàctiques, així com l'òpera Der Vierjahrige Posten; per a orquestra Feirliche Scene und Marsch; un Adagio per a violoncel, i fragments per a piano.
Isidor Seiss va morir per la seva pròpia mà a Colònia el 1905, havent sofert una ceguera creixent que l'havia obligat a retirar-se de la seva posició docent. Tot i tenir només 64 anys, havia sobreviscut a tota la seva família i, al seu testament, va dotar al Conservatori una pensió i ajuts en efectiu per als quatre professors més antics. També va rebre més de mig milió de marcs la ciutat de Colònia.